# Ehrbarer Kaufmann
Die Bezeichnung Ehrbarer Kaufmann beschreibt das historisch in Europa gewachsene Leitbild für verantwortliche Teilnehmer am Wirtschaftsleben. Es steht für ein ausgeprägtes Verantwortungsbewusstsein für das eigene Unternehmen, für die Gesellschaft und für die Umwelt. Ein Ehrbarer Kaufmann stützt sein Verhalten auf Tugenden, die den langfristigen wirtschaftlichen Erfolg zum Ziel haben, ohne den Interessen der Gesellschaft entgegenzustehen. Er wirtschaftet nachhaltig.

## Definition
Der Ehrbare Kaufmann steht als Leitbild für das optimal handelnde Wirtschaftssubjekt. Das drückt sich auch deutlich im aktuell gültigem §1 des IHK-Gesetz aus: „(1) Die Industrie- und Handelskammern haben, (...) zu unterstützen und zu beraten sowie für Wahrung von Anstand und Sitte des ehrbaren Kaufmanns zu wirken.“ Das heißt, es hat einen Vorbildcharakter für jeden verantwortlichen Teilnehmer am Wirtschaftsleben: Eigenwirtschaftler, Kaufleute, Unternehmer und Manager. In der Literatur finden sich viele Synonyme zum Attribut ehrbar. Zu nennen sind der wahre, gute, echte, ehrsame, ehrliche, sittliche, ideale, ethisch oder moralisch handelnde und sogar der königliche Kaufmann. Der Begriff Ehre ist kein absoluter Begriff. Er unterliegt stark dem historischen Wandel. Eine genaue Definition ist daher nicht möglich. Der Ehrbare Kaufmann muss immer im Kontext seiner Zeit betrachtet werden. Dennoch gibt es ein Grundgerüst, das seit dem Mittelalter für das Verhalten Ehrbarer Kaufleute bestimmend ist. Der Ehrbare Kaufmann soll sich erstens als Person zur Erhaltung von Werten verpflichten, zweitens in seinem Unternehmen Bedingungen für ehrbares Handeln schaffen und drittens in Wirtschaft und Gesellschaft den Rahmen für ehrbares Handeln mitgestalten.

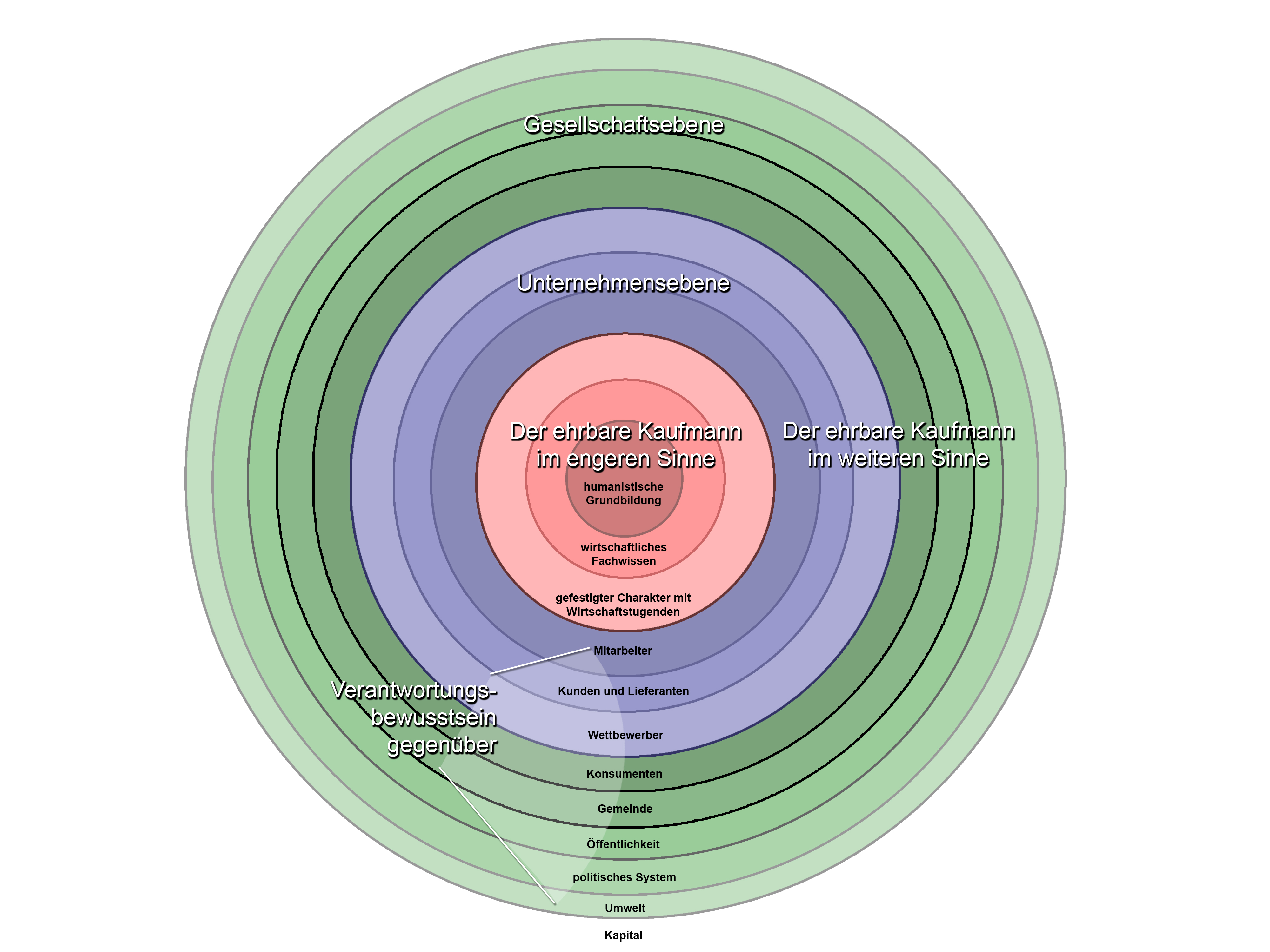
Die Bewusstseinsdimensionen Ehrbarer Kaufleute.

### Der Ehrbare Kaufmann im engeren Sinne
Die Grundlage bildet die humanistische Grundbildung. Darauf aufbauend benötigt jeder Ehrbare Kaufmann ein umfassendes wirtschaftliches Fachwissen. Es schließt alle notwendigen betrieblichen Zusammenhänge ein und beschreibt die rationale Seite seines Charakters. Die heutige Betriebswirtschaftslehre vermittelt in einem umfassenden mehrjährigen Studiengang das theoretische Fachwissen. Im Unternehmen kommt dann das praktische Wissen hinzu. Das fachliche Wissen wird ergänzt durch einen gefestigten Charakter, der sich an Tugenden orientiert, die die Wirtschaftlichkeit fördern. Redlichkeit, Sparsamkeit, Weitblick, Ehrlichkeit, Mäßigkeit, Schweigen, Ordnung, Entschlossenheit, Genügsamkeit, Fleiß, Aufrichtigkeit, Gerechtigkeit, Mäßigung, Reinlichkeit, Gemütsruhe, Keuschheit und Demut muss der Kaufmann in einem Lern- und Erziehungsprozess erwerben, um ein Ehrbarer Kaufmann zu werden. Die Tugenden dienen nicht primär dazu gute Taten zu vollbringen. Sie dienen der eigenen körperlichen und seelischen Gesundheit, für ein erfülltes Leben mit langfristig ausgerichteter Geschäftstätigkeit. Weiterhin stärken sie die eigene Glaubwürdigkeit, die Vertrauen schafft, das für gute Geschäftsbeziehungen unerlässlich ist (Grundsatz von Treu und Glauben). Der feste Charakter schützt den Kaufmann auch vor unüberlegten Handlungen, um sich kurzfristig auf Kosten Anderer Vorteile zu verschaffen. Im Ehrbaren Kaufmann sind Wirtschaft und Ethik nicht voneinander zu trennen, sie sind zu einer Einheit verschmolzen, mit dem Ziel erfolgreich zu wirtschaften (Wert zu schaffen).

### Der Ehrbare Kaufmann im weiteren Sinne
Aufbauend auf diesem festen Kern, der Menschlichkeit und Wirtschaftlichkeit in Einklang bringt, entwickelt der Ehrbare Kaufmann ein Verantwortungsbewusstsein für die Dinge, die seinen geschäftlichen Erfolg bedingen. Zu unterscheiden sind zwei Ebenen.

#### Bewusstsein auf der Unternehmensebene
Das Verhältnis zu seinen Mitarbeitern steht (insofern er welche hat) an erster Stelle. Ihre Zufriedenheit bedingt seinen Erfolg. Es gilt sie fair und menschlich zu behandeln, aber auch Disziplin und Leistung zu fordern. An zweiter Stelle stehen die Geschäftskunden und seine Lieferanten, die er ebenfalls nach seinen Grundsätzen behandelt, mit dem Ziel langfristig gute Beziehungen zu ihnen aufzubauen und zu erhalten. Persönliche Bindungen stärken das Unternehmen. Seinen Wettbewerbern ist er ein loyaler Konkurrent.

#### Bewusstsein gegenüber der Gesellschaft
Sein Bewusstsein endet nicht am Fabriktor. Der Ehrbare Kaufmann weiß, dass die Gesellschaft, in der er sein Unternehmen führt, ausschlaggebend ist für den Unternehmenserfolg. Hier haben seine Angestellten ihre Grundbildung erhalten. Die öffentlich finanzierte Infrastruktur ermöglicht den Gütertransport und das politische System sichert die Eigentumsrechte. Die Konsumenten zu schützen ist ihm ein inneres Anliegen, weil ihre Zufriedenheit zu zukünftigen Käufen anregen kann. Unzufriedene Kunden beeinträchtigen den Ruf des Unternehmens. Das Verhältnis zur Gemeinde, in der sich das Unternehmen befindet, stärkt er, weil er ihr seine qualifizierten Mitarbeiter zu verdanken hat. Der Ruf des Unternehmens in der Gemeinde hat ebenfalls Auswirkungen auf die Motivation seiner Mitarbeiter innerhalb des Unternehmens. Die Öffentlichkeit ist bedeutsam, weil er über sie seine Interessen bekunden und über seine gesellschaftlich bedeutsame Rolle aufklären kann. Das politische System ist zwar kein Tagesthema, aber ohne die Soziale Marktwirtschaft wäre das Unternehmen gar nicht möglich. Rechtssicherheit wird durch das System gewährleistet. Eine politische Tätigkeit ist für den Ehrbaren Kaufmann nicht ausgeschlossen, um die wirtschaftlichen Interessen der Ehrbaren Kaufleute in der Regierung zu vertreten und um in der Politik das Verständnis für wirtschaftliche Zusammenhänge zu stärken. Zuletzt umgibt alles die Umwelt, die er bei seinen grundsätzlichen Investitionsentscheidungen bedenken muss. Als verantwortlich Entscheidender hat er auch die langfristigen Folgen für die Umwelt zu bedenken, mit Hinblick auf die nachhaltige Sicherung des Fortbestands des Unternehmens, auch über mehrere Generationen hinweg.
In der Wissenschaft hat sich zu angrenzenden Fragestellungen auf der Unternehmens- und Gesellschaftsebene das Forschungsfeld zur gesellschaftlichen Verantwortung von Unternehmen etabliert – auch als Corporate Social Responsibility (CSR) bezeichnet.

## Geschichtliche Entwicklung
Nachweislich seit dem 12. Jahrhundert wird in Europa das Leitbild des Ehrbaren Kaufmanns in Kaufmannshandbüchern gelehrt. Seine europäischen Anfänge finden sich im mittelalterlichen Italien und dem norddeutschen Städtebund der Hanse.

### Mittelalter
Im Mittelalter tritt der Ehrbare Kaufmann erstmals in Italien in Erscheinung. Die Ehrbarkeit ist abhängig von seinen praktischen Fähigkeiten (z. B. Schreiben, Rechnen, Sprachen, Gewinnstreben, Menschenkenntnis, Organisationstalent, Weitblick), die seinen Erfolg begründen und von Charaktereigenschaften oder tugendhaftem Verhalten (z. B. Vertrauen schaffen, Toleranz, Friedensliebe, Höflichkeit, Klugheit, Ordnung, Kulturförderung), die dazu dienen sollen den langfristigen Geschäftserfolg zu fördern und gleichzeitig den sozialen Frieden seiner Stadt aufrechtzuerhalten. Gott ist stellvertretend für die Armen als Teilhaber am Geschäft beteiligt und im Alltag allgegenwärtig. Italienische Kaufmannshandbücher als frühe Vorgänger der BWL empfehlen diese Eigenschaften explizit.
Eine pragmatische, auf persönlicher Ehre beruhende, Geschäftsmoral des goldenen Mittelwegs war auch bei den Hansekaufleuten im Norden Europas in sehr ähnlicher Weise zu beobachten. In Münster z. B., im späten Mittelalter Vorort des westfälischen Hansequartiers, war das Motto Ehr is Dwang gnog bereits im Mittelalter Motto des adeligen Erbmänner-Patriziats und ziert den Kaminsims im Krameramtshaus der Kaufmannschaft. Grobe Verstöße gegen die Regeln konnten dort harte Konsequenzen haben.

### Frühe Neuzeit – Europäisches Bürgertum
Der frühneuzeitliche Ehrbare Kaufmann in Deutschland gehört zum europäischen Bürgertum und setzt die Entwicklung aus dem Mittelalter fort. Praktische Regeln beinhalteten die Rationalisierung und Ökonomisierung der Wirtschaftsführung. Sparen, hohe Einnahmen, Fleiß, Betriebsamkeit und Maßhalten dienen dem Geschäftserfolg genauso wie die Tugenden Mäßigkeit, Schweigen, Ordnung, Entschlossenheit, Genügsamkeit, Fleiß, Aufrichtigkeit, Gerechtigkeit, Mäßigung, Reinlichkeit, Gemütsruhe, Keuschheit und Demut. Kaufmännische Solidität (Zuverlässigkeit, Pünktlichkeit, Einfachheit, Wahrhaftigkeit, Treue und Ehrlichkeit) und bürgerliche Wohlanständigkeit (z. B. korrekt leben, nicht trinken) sollten das nötige Vertrauen für Geschäfte aufbauen. Diese Grundsätze waren weiterhin Inhalt der Lehre von Kaufleuten. Das Geschäft ist Mittel zum Zweck des Lebens.

### Moderne – 19. und 20. Jahrhundert
In der Moderne wurde in Hamburg versucht das Leitbild des Ehrbaren Kaufmanns bis heute zu wahren, beispielhaft ist die Versammlung Eines Ehrbaren Kaufmanns zu Hamburg e. V. Bauer (1906) setzt die Tradition des bürgerlichen Ehrbaren Kaufmanns fort und passt sie an die Anforderungen der Zeit an (Mitarbeiterverhältnis, der globale Handel und die Verteidigung der konstitutionellen Monarchie gegen Tendenzen der Verstaatlichung). Nach dem Zweiten Weltkrieg wird das Bild an den Unternehmer angepasst (Verantwortung gegenüber Verbrauchern, Mitarbeitern, Kapitalgebern, der Öffentlichkeit, dem System der Sozialen Marktwirtschaft, dem Staat und der Umwelt).

## Der ehrbare Kaufmann von heute
Ehrbarkeit in der Wirtschaft ist auch im 21. Jahrhundert von großer Bedeutung. Zahlreiche Entwicklungstendenzen in Gesellschaft, Politik und Wirtschaft machen dies deutlich:
Die Globalisierung erhöht den Wettbewerbsdruck, denn Unternehmen aus hoch industrialisierten Ländern erhalten nun stärkere Konkurrenz aus der ganzen Welt und müssen sich mit Wettbewerbern vergleichen lassen, die wesentlich geringere Produktionskosten aufweisen, dafür aber beispielsweise faire Arbeitsbedingungen vernachlässigen. Unternehmen sind gefordert, Stellung zu beziehen: Sie haben zum einen die Möglichkeit ihre Standorte selbst jederzeit in solche Billig-Lohn-Länder zu verlagern oder sie können einen anderen Weg wählen und Verantwortung für ihre Zulieferer und Kunden entlang der Wertschöpfungskette übernehmen.
Leere Staatskassen führen zum Abbau staatlicher Leistungen und so steigt die Erwartung der Gesellschaft an die Unternehmen. Sie sollen diejenigen Aufgaben übernehmen, die der Staat nicht mehr erledigen kann, zum Beispiel im Bereich der Bildung, Kinderbetreuung oder Rentenvorsorge.
Es hat sich eine kritische Öffentlichkeit entwickelt, die hohe Erwartungen an die Verantwortungsübernahme und Ehrbarkeit von Unternehmen stellt. Über neue Medien wie das Internet kann die Öffentlichkeit sich schnell und kostengünstig austauschen und Druck auf Unternehmen ausüben.
Am Finanzmarkt nimmt die Nachfrage nach nachhaltigen Investments stetig zu. Manche Fonds investieren nur noch in Unternehmen, die neben den wirtschaftlichen auch soziale und umweltbezogene Kriterien erfüllen. In 16 von 18 Industrien erzielten Unternehmen mit starker Nachhaltigkeitsverpflichtung von Mai bis November 2008 an der Börse durchschnittlich eine um 15 Prozent bessere Wertentwicklung als die gesamte Industrie, denn Anleger trauen nachhaltigen Unternehmen eher zu, die Krise zu bewältigen und langfristig erfolgreich sein.
Im Verbraucherverhalten ist insgesamt eine Veränderung zu beobachten. Konsumenten werden kritischer und lassen sich angesichts geringer Produktunterschiede bei ihrem Kaufentscheidungsprozess immer häufiger vom Gewissen leiten. Die Produkte müssen ehrbar bezogen, hergestellt, verkauft (Handel) und kommuniziert werden. Zum Beispiel gilt die Insolvenz der Drogeriemarktkette Schlecker im Januar 2012 als ein Beispiel dafür, dass Kunden Handelsunternehmen mit rüder Mitarbeiterbehandlung meiden.
Nicht zuletzt im Zuge der Wirtschaftskrise wurden Forderungen nach mehr Ehrbarkeit und Verantwortung in der Wirtschaft laut. Jeder konnte sehen, wohin ein gieriges Spekulieren auf Renditen, ohne Rücksicht auf Mitarbeiter und Gesellschaft, führen kann.

### Vom ehrbaren Kaufmann zum ehrbaren Unternehmen
Als Unternehmer oder Manager besitzt der ehrbare Kaufmann heute einen weitaus größeren Verantwortungsumfang als in der Vergangenheit. Er ist kein Eigenwirtschaftler mehr, der nur für sein eigenes Handeln verantwortlich ist, sondern auch für das seiner Mitarbeiter, seiner Lieferanten, für alle Prozesse innerhalb des Unternehmens sowie deren Auswirkungen auf die Gesellschaft. Er muss seine ethische Grundeinstellung und seine Werte an das Unternehmen weitergeben und durch eine werteorientierte Unternehmensführung ein ehrbares Unternehmen generieren. Seine Vorbildfunktion spielt dabei eine besondere Rolle. Aus dem beispielhaften Verhalten des ehrbaren Unternehmers oder Managers kann sich ein Leitbild für das ganze Unternehmen entwickeln.

### Vorteile durch Ehrbarkeit
Mehrere aktuelle Studien belegen, dass eine moralisch aufgeklärte Unternehmensstrategie und eine an Werte gebundene Unternehmensführung wesentliche Erfolgsfaktoren eines zukunftsorientierten Unternehmens sind:
Die Führungskräftebefragung der Wertekommission aus 2007 zeigt, dass Werte positive Auswirkungen auf die Wettbewerbsfähigkeit haben. Das hängt u. a. mit dem Wettbewerb um engagierte, flexible und belastbare Führungskräfte zusammen. Außerdem äußerten sich 50 % der Befragten, dass sie aufgrund unterschiedlicher Wertvorstellungen bereits den Arbeitsplatz gewechselt oder über einen Wechsel nachgedacht haben.
Eine gemeinsame Untersuchung der Unternehmensberatung Deep White und dem MCM Institut der Universität St. Gallen kommt zu dem Ergebnis, dass ein Viertel des Geschäftserfolgs von Unternehmen mit der gelebten Wertekultur am Arbeitsplatz erklärt werden kann.

### Ehrbarkeit in der Unternehmenspraxis
Für eine werteorientierte Unternehmensführung genügt es jedoch keineswegs, die Unternehmenswerte auf Hochglanzpapier zu drucken. Ein Wert wirkt erst dann für eine Gemeinschaft stabilisierend und richtungsmarkierend, wenn er von den Mitgliedern gemeinsam geschätzt und getragen wird. Die Werte müssen verständlich und akzeptabel vermittelt werden, so dass jedem Beteiligten der eigentliche Wert des Wertes klar wird.
Die aktuelle Führungskräftebefragung der Wertekommission zeigt, dass an dieser Stelle noch großer Handlungsbedarf besteht. Bundesweit ist der Anteil der Unternehmen, die über einen formal festgelegten und intern kommunizierten Wertekanon verfügen auf fast 80 Prozent gestiegen. In der Umsetzung klafft nach Wahrnehmung der Befragten allerdings eine große Lücke zwischen Anspruch und Wirklichkeit. Mehr als zwei Drittel der jungen Führungskräfte erleben keine werteorientierte Führung durch das Top-Management. Fast 40 Prozent der Befragten sagen, ihre Unternehmen bezögen sich nur aus Marketinggründen auf Werte.
Eine erfolgreiche, werteorientierte Unternehmensführung setzt Werte konsequent im Unternehmensalltag um. Es reicht nicht, sich auf bestimmte Werte zu einigen. Die Werte müssen im Unternehmensalltag gelebt werden und hierzu in konkreten Handlungsempfehlungen auf die einzelnen Anspruchsgruppen herunter gebrochen werden. Eine operationalisierte Werteorientierung ist letztlich Corporate Social Responsibility.
Beispiel: Ein Wert wie Transparenz bedeutet, dass Führungskräfte verständlich kommunizieren und ihr unternehmerisches Handeln stets erläutern sollen. Mitarbeiter sollen auf allen Unternehmensebenen kommunizieren und ehrliches Feedback geben. Gegenüber Kunden sollen Produkte und Dienstleistungen auch in Krisenzeiten ehrlich dargestellt werden. Partnern gegenüber sollen Chancen, Risiken und Herausforderungen offen angesprochen werden.

## Kritik
Die öffentliche Kritik am Leitbild des Ehrbaren Kaufmanns bezieht sich auf die unterstellte Realitätsferne des Modells. Indem Negativbeispiele von Unternehmern und Managern angeführt werden, wird versucht zu zeigen, dass ehrbarem Verhalten in der Realität keine Bedeutung zukomme. Des Weiteren wird eine Romantisierung des historischen Kaufmannbegriffs beklagt, ebenfalls unter Berufung auf Negativbeispiele.
Wissenschaftliche Kritik gibt es nur indirekt, indem sich ökonomisch orientierte Wirtschaftsethiker, wie Karl Homann, häufig der möglichen kurzfristigen Ausbeutung ehrbaren Verhaltens zuwenden. Dominierend sind dabei spieltheoretische Modelle, wie zum Beispiel das Gefangenendilemma. Gestützt wird die vermeintliche Kritik am ehrbaren Verhalten auch durch andere Formen des moralischen Risikos wie dem Moral Hazard, dem Trittbrettfahrerverhalten, der Adverse Selection und dem Hold-up-Problem. Die Lösung zur Behebung dieses Ausbeuterverhaltens wird in der Setzung richtiger Anreize und Regelsysteme gesucht. Andererseits weisen Ergebnisse der Spieltheorie und der empirischen Verhaltensökonomik, wie etwa die häufige Überlegenheit einer langfristig konzipierten Tit-for-Tat-Strategie darauf hin, dass nicht-opportunistisches, auf Langfristigkeit angelegtes Reprozitätsverhalten, wie es für den Ehrbaren Kaufmann typisch ist, sich in vielen Fällen auch wirtschaftlich auszahlt.
Die Wirtschaftsethiker Thomas Beschorner und Thomas Hajduk behandeln die Figur vor dem Hintergrund der aktuellen Diskussion zur Unternehmensverantwortung. Ihnen sind die „Märchenstunden für das Management“ zu einfach: „Personale Tugenden sind für ein angemessenes Verständnis von Unternehmensethik notwendig, nicht jedoch hinreichend. Bei dem 'ehrbaren Kaufmann' handelt es sich um eine Metapher, deren Übertragbarkeit ins 21. Jahrhundert zudem mit Vorsicht angegangen werden muss.“